# Enciso (ort)
Enciso är en ort i Colombia.   Den ligger i departementet Santander, i den centrala delen av landet, 270 km nordost om huvudstaden Bogotá. Enciso ligger 1 578 meter över havet och antalet invånare är 698.
Terrängen runt Enciso är bergig åt nordväst, men åt sydost är den kuperad. Enciso ligger nere i en dal som går i nord-sydlig riktning. Runt Enciso är det ganska glesbefolkat, med 32 invånare per kvadratkilometer. Närmaste större samhälle är Málaga, 5,0 km nordväst om Enciso. Omgivningarna runt Enciso är en mosaik av jordbruksmark och naturlig växtlighet.